# Piotra
Piotra – żeński odpowiednik imienia Piotr, chrześcijańskiego imienia męskiego pochodzenia grecko-łacińskiego, wywiedzionego od przydomku Szymona apostoła nadanego mu przez Jezusa Chrystusa (aram. Kefas). Imię Piotr (Πέτρος) jest czasami tłumaczone jako „Skała”, co w języku polskim oznacza z reguły wielki kamienny masyw. Polska forma Piotr z „o” zamiast „e” jest regularną zmianą spowodowaną przez przegłos lechicki (por. też np. kościół z łac. castel.)
Imię w Polsce rzadkie. W styczniu 2025 r. w rejestrze PESEL, wśród publicznie dostępnych danych dotyczących osób żyjących, wykazano 3 kobiety o imieniu Piotra nadanym jako imię pierwsze oraz 7 kobiet z imieniem Piotra jako imieniem drugim.
Piotra obchodzi imieniny:
- 23 marca, jako wspomnienie bł. Rebeki Pierrette (Rafki Pietry Choboq) Ar-Rayes,
- 6 kwietnia, jako wspomnienie bł. Pieriny Morosini,
- 16 sierpnia, jako wspomnienie bł. Pietry di San Giuseppe Pérez Florido (Anny Józefy),
- 23 sierpnia, jako wspomnienie bł. Rozarii (Piotry Marii Wiktorii) Quintany Argos.

## Imię Piotra w innych językach[3]
- łacina – Petra, Petrina[4],
- angielski – Petra,
- czeski – Petra,
- niemieckl – Petra,
- słowacki – Petra, Petrana,
- włoski – Pietra, Piera, Pierina.

## Kobiety o imieniu Piotra
- Petra Hůlová – czeska pisarka,
- Petra Kvitová – czeska tenisistka,
- Petra Majdič – słoweńska narciarka klasyczna,
- Petra Vlhová – słowacka narciarka alpejska.